# Bekzat Sattarkhanov
Bekzat Sattarkhanov est un boxeur kazakh né le 4 avril 1980 à Chimkent et mort le 31 décembre 2000 à Astana.

## Carrière
Champion olympique aux Jeux de Sydney en 2000 dans la catégorie poids plumes après sa victoire en finale contre l'Américain Ricardo Juarez, il meurt prématurément dans un accident de voiture à l'âge de 20 ans la nuit de la Saint-Sylvestre 2000.

## Parcours auxJeux olympiques
Jeux olympiques d'été de 2000 à Sydney (poids plumes) :
- Bat Ovidiu Bobirnat (Roumanie) aux points 11 à 5
- Bat Jeffrey Mathebula (Afrique du Sud) aux points 16 à 5
- Bat Ramazan Palyani (Turquie) aux points 12 à 11
- Bat Tahar Tamsamani (Maroc) aux points 22 à 10
- Bat Ricardo Juarez (États-Unis) aux points 22 à 14